# Cyclosa oatesi
Cyclosa oatesi är en spindelart som först beskrevs av Tord Tamerlan Teodor Thorell 1892.  Cyclosa oatesi ingår i släktet Cyclosa och familjen hjulspindlar.
Artens utbredningsområde är Andamanerna. Inga underarter finns listade i Catalogue of Life.